# Phalconomus puliciformis
Phalconomus puliciformis är en tvåvingeart som beskrevs av Wenzel 1976. Phalconomus puliciformis ingår i släktet Phalconomus och familjen lusflugor. Inga underarter finns listade i Catalogue of Life.